# Attheyella australica
Attheyella australica är en kräftdjursart som beskrevs av Sars 1908. Attheyella australica ingår i släktet Attheyella och familjen Canthocamptidae. Inga underarter finns listade i Catalogue of Life.